# Austrotriconodon
Austrotriconodon — рід ссавців кампанії та маастрихту Південної Америки. Наразі він містить лише типовий вид A. mckennai. Спочатку вважався евтриконодонтом, але в останніх дослідженнях було виявлено, що це меридіолестидановий дріолестоїд.

## Опис
Австротриконодон відомий лише за зубами. Їхня подібність до триконодонтних зубів ссавців, таких як евтриконодонти, спричинила таксономічну плутанину та віднесення цього таксону до евтриконодонтів; однак виявлення подібних зубів у таких тварин, як Cronopio, призвело до переосмислення його як меридолестідана.